# Атлетас (баскетбольный клуб)
«ЛСУ-Атлетас» (лит. Lietuvos sporto universitetas + Atletas) — литовский баскетбольный клуб из Каунаса.

## Атлетас
«Атлетас» с 1993 года участвовал в чемпионатах Литвы. В 90-е годы XX века клуб являлся основным соперником Жальгириса и только в XXI веке уступил статус второй команды страны вильнюсскому Летувос Ритас. «Атлетас» четырежды занимал второе место в чемпионате Литвы — в 1994—1996 и 1998 годах. В международных соревнованиях «Атлетас» не снискал никаких лавров. В 1990-е годы клуб пять раз участвовал в европейских клубных турнирах. Он дебютировал в Европейском кубке, начиная со второго раунда, и дважды оступался на первом же сопернике (1992/1993 и 1993/1994). В розыгрыше 1994/1995 «Атлетас» стартовал в первом раунде и сумел пройти этот барьер, привычно споткнувшись на втором. В сезоне 1995/1996 «Атлетас» выступил уровнем ниже — в Кубке Корача, однако проиграл первому сопернику (саратовскому «Автодору») уже в 1/32 финала. В сезоне 1998/1999 «Атлетас» вновь выступил Европейском кубке, заняв последнее 6-е место в группе А в отборочном раунде. Участие во всех турнирах Балтийской лиги также не принесло команде успеха (среди прочего — последнее место в 2007 году, абсолютно худший результат среди литовских команд за всё время розыгрыша).

## Айшчяй
Финансовые проблемы настигли «Атлетас» уже в конце 90-х годов, а в 2007 клуб объявил о своем банкротстве. Формально он был приобретён вновь созданным БК «Айсчяй», который унаследовал его место в чемпионатах Литвы и Балтийской баскетбольной лиге. Отсутствие достойного финансирования заставляет команду выступать преимущественно молодёжным составом, что не позволяет «Айсчяй» показывать высокие результаты.

## Интересные факты
- Центровой НБА Жидрунас Илгаускас в начале своей карьеры выступал за «Атлетас».
- В 1993—1996 за «Атлетас» выступал Саулюс Штомбергас.
- В 2004 году 34-й летний защитник «Атлетаса» Таурас Стумбрис умер от сердечного приступа прямо на площадке во время матча с Жальгирисом[7].
- В 1997—1998 за «Атлетас» выступал баскетболист сборной России Никита Моргунов.